# The Dominion Post
The Dominion Post è un quotidiano cittadino pubblicato a Wellington, Nuova Zelanda. È di proprietà della azienda di media Stuff Ltd, precedentemente filiale neozelandese della società di media australiana Fairfax Media). I numeri dei giorni feriali sono ora in formato tabloid mentre la sua edizione del sabato è in formato broadsheet.
Dal 2020 la direttrice è Anna Fifield.

## Storia
The Dominion Post è stato creato nel luglio 2002 quando l'Independent Newspapers Limited (INL) unì due giornali cittadini stampati e pubblicati a Wellington, The Evening Post, un giornale serale pubblicato per la prima volta l'8 febbraio 1865, e The Dominion, un giornale del mattino pubblicato per la prima volta nel Dominion Day, il 26 settembre 1907.
The Dominion era distribuito in tutta la metà inferiore dell'Isola del Nord, fino a Taupo, dove "incontrava" il quotidiano The New Zealand Herald di Auckland. The Evening Post non era così ampiamente distribuito, ma aveva una diffusione molto maggiore di The Dominion.
INL ha venduto The Dominion Post e tutti gli altri giornali neozelandesi e la maggior parte delle riviste nel suo catalogo a Fairfax Media nel 2003.
The Dominion Post è l'unico giornale locale a pagamento a Wellington City.